# Sommer-Paralympics 2008/Rudern
Bei den Sommer-Paralympics 2008 in Peking wurden in insgesamt vier Wettbewerben im Rudern Medaillen vergeben. Die Entscheidungen fielen am 11. September 2008 im Olympischen Ruder- und Kanupark Shunyi, wo auch die olympischen Wettkämpfe stattfanden. Erstmals überhaupt bei Sommer-Paralympics wurden Ruder-Wettkämpfe in den Zeitplan aufgenommen.

## Klassen
Im Behinderten-Rudersport wird in drei Klassen unterschieden:
- LTA, für Ruderer mit eingeschränktem Sehvermögen, leichten Amputationen und halbseitiger Lähmung (Mixed Vierer).
- TA, für Ruderer mit Amputationen, Rückenmarkgeschädigte oder Cerebralparetiker (Mixed Zweier).
- A, für Ruderer mit fehlender Rumpfstabilität (Männer und Frauen Einer).

## Ergebnisse
Es nahmen insgesamt 96 Athleten an den paralympischen Ruderwettkämpfen teil, davon 48 Männer und 48 Frauen.

### Frauen-Einer
| Platz | Land                   | Athletin            | Zeit (min) |
| ----- | ---------------------- | ------------------- | ---------- |
| 1     | Vereinigtes Königreich | Helene Raynsford    | 6:12,93    |
| 2     | Belarus                | Ljudmila Wautschok  | 6:25,44    |
| 3     | Vereinigte Staaten     | Laura Schwanger     | 6:35,07    |
| 4     | Ukraine                | Switlana Kuprianowa | 6:40,04    |
| 5     | Volksrepublik China    | Zhang Jinhong       | 6:40,81    |
| 6     | Brasilien              | Claudia Santos      | 6:54,76    |

Datum: 11. September 2008, 16:20 Uhr 

### Männer-Einer
| Platz | Land                   | Athlet             | Zeit (min) |
| ----- | ---------------------- | ------------------ | ---------- |
| 1     | Vereinigtes Königreich | Tom Aggar          | 5:22,09    |
| 2     | Ukraine                | Olexander Petrenko | 5:26,03    |
| 3     | Israel                 | Eli Nawi           | 5:39,11    |
| 4     | Volksrepublik China    | Tan Yeteng         | 5:42,25    |
| 5     | Vereinigte Staaten     | Ronald Harvey      | 5:46,32    |
| 6     | Australien             | Dominic Monypenny  | 5:59,92    |

Datum: 11. September 2008, 16:40 Uhr 

### Mixed-Doppelzweier
| Platz | Land                   | Athleten                           | Zeit (min) |
| ----- | ---------------------- | ---------------------------------- | ---------- |
| 1     | Volksrepublik China    | Zhou Yangjing Shan Zilong          | 4:20,69    |
| 2     | Australien             | John Maclean Kathryn Ross          | 4:21,58    |
| 3     | Brasilien              | Elton Santana Josiane Lima         | 4:28,36    |
| 4     | Italien                | Daniele Stefanoni Stefania Toscano | 4:32,30    |
| 5     | Vereinigtes Königreich | Karen Cromie James Roberts         | 4:32,52    |
| 6     | Polen                  | Jolanta Pawlak Piotr Majka         | 4:35,08    |

Datum: 11. September 2008, 17:00 Uhr 

### Mixed-Vierer mit Steuermann/-frau
| Platz | Land                   | Athleten                                                                             | Zeit (min) |
| ----- | ---------------------- | ------------------------------------------------------------------------------------ | ---------- |
| 1     | Italien                | Paola Protopapa Luca Agoletto Daniele Signore Graziana Saccocci Alessandro Franzetti | 3:33,13    |
| 2     | Vereinigte Staaten     | Emma Preuschl Tracy Tackett Jesse Karmazin Jamie Dean Simona Chin                    | 3:37,61    |
| 3     | Vereinigtes Königreich | Vicki Hansford Naomi Riches Alastair McKean James Morgan Alan Sherman                | 3:38,37    |
| 4     | Deutschland            | Kathrin Wolff Marcus Klemp Michael Sauer Susanne Lackner Arne Maury                  | 3:41,71    |
| 5     | Volksrepublik China    | Lin Cuizhi Gao Wenwen Dong Hongyan Li Ming Hao Tongtu                                | 3:44,15    |
| 6     | Kanada                 | Meghan Montgomery Victoria Nolan Anthony Theriault Scott Rand Laura Comeau           | 3:45,66    |

Datum: 11. September 2008, 17:00 Uhr 

## Medaillenspiegel
| Platz | Land                   | Gold | Silber | Bronze | Gesamt |
| ----- | ---------------------- | ---- | ------ | ------ | ------ |
| 01    | Vereinigtes Königreich | 2    |        | 1      | 3      |
| 02    | Volksrepublik China    | 1    |        |        | 1      |
| 02    | Italien                | 1    |        |        | 1      |
| 04    | Vereinigte Staaten     |      | 1      | 1      | 2      |
| 05    | Australien             |      | 1      |        | 1      |
| 05    | Ukraine                |      | 1      |        | 1      |
| 05    | Belarus                |      | 1      |        | 1      |
| 08    | Brasilien              |      |        | 1      | 1      |
| 08    | Israel                 |      |        | 1      | 1      |
| Summe | Summe                  | 4    | 4      | 4      | 12     |